# Église Saint-Paul de Soye
Pour les articles homonymes, voir Église Saint-Paul.
L'église Saint-Paul est une église catholique située sur la commune de Saint-Georges-de-Poisieux, dans le département du Cher, en France.

## Historique
L'édifice est classé pour son portail au titre des monuments historiques en 1921 et inscrit pour le reste en 1965.